# Balou
Ne doit pas être confondu avec Baloo.
Balou est un ours brun né en 2002 en Slovénie et mort début juin 2014 à Melles (Haute-Garonne), dans les Pyrénées.
Balou fait partie d'un programme de réintroduction de l'ours dans les Pyrénées à partir d'ours bruns capturés en Slovénie. Il est relâché dans les Pyrénées le 2 juin 2006, quelques semaines après les femelles Franska, Hvala et Palouma. Son rôle est d'apporter une diversité génétique afin de lutter contre la consanguinité. En effet, la quasi-totalité des ours nés dans les Pyrénées à cette époque ont le même père : Pyros. Pendant plusieurs années, il ne se reproduit pas, Pyros restant le seul mâle dominant de la région.
Finalement, en 2014, il féconde la femelle Plume qui donne naissance l'année suivante à un mâle, Cachou.
Le cadavre de Balou est découvert le 9 juin 2014 à Melles. Les premières constatations amènent à émettre l'hypothèse qu'il est mort entre le 4 et le 6 juin 2014, d'une chute. Comme avant lui Cannelle, Palouma et Papillon, son cadavre est récupéré pour être conservé et exposé au Muséum de Toulouse. Cependant, la dépouille étant trop endommagée, il ne sera pas empaillé comme les autres, seul son squelette sera exposé dans le muséum. Dès sa mort, les deux associations Ferus et Pays de l'Ours-Adet demandent à la ministre de l'écologie Ségolène Royal son remplacement, afin d'assurer le maintien d'un mâle reproducteur, car de 1997 à 2014, sur vingt-huit oursons nés dans la région, vingt-quatre ont Pyros pour père — certains ayant également Pyros pour père et grand-père — ce qui peut poser des problèmes de consanguinité.